# 麻生内閣
麻生内閣（あそうないかく）は、衆議院議員、自由民主党総裁の麻生太郎が第92代内閣総理大臣に任命され、2008年（平成20年）9月24日から2009年（平成21年）9月16日まで続いた日本の内閣。
前任である福田康夫首相の辞任に伴う福田康夫改造内閣の総辞職を受けて発足した。
2009年（平成21年）7月21日に衆議院を解散し、8月30日の総選挙にて鳩山由紀夫率いる民主党に議席の過半数を奪われ、9月16日の鳩山由紀夫内閣成立とともに政権を明け渡したことから、本内閣は民主党への政権交代まで約10年続いた第1次自公連立政権最後の内閣である。

## 経過

### 組閣
第170回国会において2008年（平成20年）9月24日に内閣総理大臣指名選挙が行われた。前任の福田康夫就任時と同じくねじれ国会のあおりを受け、前回同様に衆参で首班指名が異なり、衆議院は自由民主党総裁の麻生太郎を指名し、参議院は、民主党代表の小沢一郎を指名した。両院協議会でも成案を得るに至らず、衆議院の優越により衆議院で指名された麻生太郎を国会の指名として衆議院議長が奏上した。指名当日に宮中における内閣総理大臣の親任式、並びに、国務大臣及び内閣官房副長官ら認証官任命式を経て正式に成立した。
通常、記者会見において閣僚名簿を読み上げるのは内閣官房長官であるが、麻生自らが閣僚名簿を読み上げ、併せて「それぞれの閣僚に具体的にやってもらいたい仕事」についても説明した。
2008年（平成20年）9月25日の閣議では内閣法第9条の規定に基づき、首相に事故があった場合の臨時代理就任予定者の順位を河村建夫、与謝野馨、鳩山邦夫、中川昭一、甘利明の順とすることを決定した。また、同日の閣僚懇談会では行財政改革の一環として、歴代内閣と同様に閣僚給与の1割を国庫に返納することを申し合わせた。
9月29日、麻生首相は記者団から内閣の名前を聞かれ、「ネーミングはみなさん（報道機関）がすること」と、自らは内閣へのネーミングは行わないことを表明した。

### 解散総選挙を求める声
自民党内の圧倒的人気を得た麻生首相は「選挙の顔」として、解散ができなかった福田にかわり「解散、総選挙を行うことを前提に」首相になったとも言われ、野党も速やかな衆議院解散、総選挙の実施を要求した。「選挙管理内閣」などとメディアおよび野党はレッテル攻勢に終始し衆院解散に追い込むことを企図しており、また自民内部でも足並みが乱れ、当初から独自の政策を開陳する機会に恵まれなかった（→麻生おろし）。
記者の首相に対する「ぶら下がり」取材では、9月24日の内閣発足後1か月間に、28回中少なくとも17回で解散が話題になったが、麻生首相はいずれも解散・総選挙の時期の明言を避けた が、麻生自身も自らの論文で「国民に信を問おうと思う」との表現を使い、当初は就任直後臨時国会冒頭の解散を思い描いていたと見られる。すでに総裁選の最中、9月半ばには政務担当秘書官村松一郎に衆院解散の際に読み上げる「解散原稿」の準備を指示、また、民主党代表小沢一郎に所信表明への回答を10月3日までに要求する所信表明演説も準備され、この時点では各党の代表質問が終わる10月3日の解散を念頭に置いていたとされる。しかし、リーマン・ショックに端を発する世界金融危機により、10月16日に東京株式市場が史上2番目の急落を記録。麻生首相は財務大臣兼内閣府特命担当大臣中川昭一らと協議して、金融危機に対応するため、解散の先送りを決定した が、「解散の先送り」が問題視され、内閣支持率は急落した。朝日新聞によれば、麻生首相は11月19日夜、年末年始の解散の可能性について細田博之幹事長らと相談したが、内閣支持率の急落に伴い「今は麻生では戦えない」とする自民党内の懸念を感じた細田らに真っ向から反対されて断念した。

### 支持率の推移

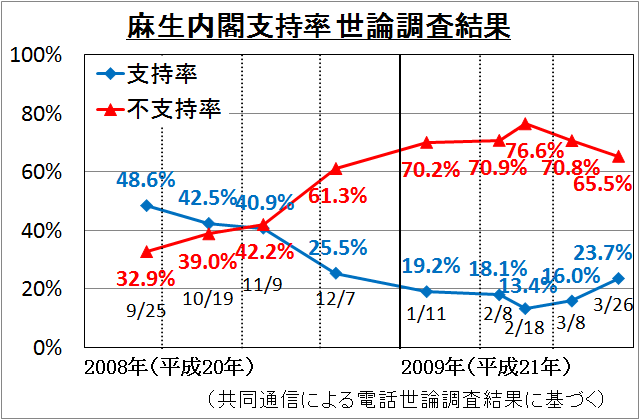
発足から半年間の内閣支持率推移。12月調査で大きく支持を落とした。共同通信による電話世論調査結果に基づく

組閣直後の内閣支持率は50%前後と振るわず、その後も低迷した。2008年（平成20年）12月8日に公表された各新聞の世論調査では、内閣支持率が21%（読売・毎日）・20%（朝日）まで下落した。この頃には自民党内での分派行動も目立ち、麻生首相は選挙の顔としての評価を大きく落とした。
麻生内閣発足直後にはサブプライムローン問題に端を発した世界金融危機の影響を日本も受け始めており、麻生首相は、「当面は『景気対策』、中期的には『財政再建』、中長期的には『改革による経済成長』」という経済対策を表明した が、その財源の裏付けとなる第二次補正予算案が年内の臨時国会ではなく、年明けの通常国会に提出するという国会運営が朝日新聞から批判された（読売新聞 や産経新聞 は与野党合意ができなかった自民党と民主党を共に批判した）。
低支持率の背景には、麻生首相が国会答弁で踏襲を『ふしゅう』と読み間違えたこと が大きく問題視され、強い批判を受けた こともあるが、支持率の急落は麻生首相のみの責任とは言えず、前任者（安倍、福田）2代連続の「政権投げ出し」で国民が自民党に不信感を持ったことも背景にあった。また、参議院で第1党の地位にある最大野党の民主党は当初、協力的な姿勢を見せていたが、解散総選挙の先送りが表明されると対立路線を明確にし国会運営が困難になった（ねじれ国会）。また、自民党の内部からも速やかな政策実現を求める有志議員の会が麻生内閣の政策を積極的に批判し、党内の重鎮津島雄二から「敵（民主党）に塩を送っている」と評された。
国会における与野党の対立や自民党内における麻生おろしは、麻生内閣のみならず自民党への支持を一層失わせることになったが、この時点では民主党が圧倒的に支持を得ている状況にはなっておらず、大連立や政界再編の可能性があると見られていた。
「言論NPO」が2009年（平成21年）1月6日に発表した「麻生政権100日評価アンケート」によれば、支持率は11.0%、不支持率は70.8%だった。また、読売新聞社が2009年（平成21年）1月上旬におこなった調査では不支持率が前回と比べ5.6ポイント増の72.3%となった。
2月17日には財務大臣中川昭一がローマでの「もうろう会見」への批判を受けて辞任、直後の調査では9.7%まで支持率が低下した。3月には、民主党代表の小沢一郎に関するスキャンダルなどの影響で内閣支持率が若干回復傾向となり、日本経済新聞とテレビ東京が4月26日に実施した合同世論調査では32％（前回比7ポイント増)、産経新聞とFNNが4月25日と26日の両日に実施した合同世論調査では28.2%（前回比7.4ポイント増）に上昇した。しかし、5月に入ると、鳩山由紀夫の民主党代表就任や日本郵政社長の進退問題に端を発して総務大臣鳩山邦夫が更迭されたことを境に再び下落に転じ、毎日新聞が6月中旬に実施した全国世論調査では19%（前回比5ポイント減）、産経新聞とFNNが実施した合同世論調査でも17.5％（前回比9.9ポイント減） となり、再び20％を割り込む事態となった。両紙は共に、「麻生内閣は再び危険水域に入った」と報じた。

### 「麻生おろし」の暗闘と衆議院解散
2009年（平成21年）2月の中頃から、自民党内でも「麻生おろし」の動きが表面化してきた。この状況下で民主党幹部の中には「私たちがやるべきことは首相を守ることだ。いたぶるけど辞めさせないことが大事だ」としてあくまで辞任に追い込みたい他の野党から一歩引いた姿勢を示すものもあった。
追い込まれた麻生内閣は、郵政民営化路線を見直す方向に舵を切り党内に残る反民営化勢力に訴えることで「麻生おろし」に対抗しようとした。2月5日の衆院予算委員会での「（郵政民営化に）賛成じゃありませんでした」との発言。当時郵政行政を所管する総務大臣だった麻生首相の発言に批判が集まると「最初は賛成ではなかった。しかし2年間にいろいろ勉強させていただいて、（中略）民営化したほうがいいというように最終的に思いました」と2月9日に訂正した。郵政選挙で得た自公の衆議院過半数を基礎として成立している内閣が、解散もせず、その時点での選挙の民意である郵政民営化に逆行すると捉えられかねない動きをすることに対して、2月18日に小泉元総理が「呆れたを通り越して、笑っちゃう」と発言し一連の動きを抑え込んだ。しかし、日本郵政社長西川善文社長人事問題では「総務大臣が適切に判断されるものと思います」と西川社長の退任を図ろうとする総務大臣鳩山邦夫を繰り返し擁護。郵政造反復党組の消費者行政推進担当大臣野田聖子も「総務大臣が判断すればいい」と発言。しかし、5月18日の指名委員会による西川社長の続投が決まり、自分と差し違えても西川退陣を迫る鳩山邦夫を6月12日麻生首相は事実上の更迭を行い、郵政民営化路線の見直しにより麻生おろしへ対抗しようとした試みは最終的に挫折した。そして、麻生内閣の迷走と自民党内の分裂をますます印象づける結果となった。また、月末には総選挙前の党四役の交代人事に着手 しようとするも党内からの反発で断念するなど決断にぶれが多く出た結果、麻生離れは進行した。元幹事長の中川秀直が「自ら降りていただきたい」と述べるなど、党内からも公然と退陣要求が出た。
麻生首相は7月13日、21日に衆議院を解散し、8月30日投開票の日程で総選挙を断行する意向を異例の「解散予告」の形で表明した。民主党の首相問責決議案が参院で可決されることを想定し、7月14日の衆院解散も検討したが、2009年（平成21年）の東京都議選で与党が大敗し、立ち直るのに日にちをあけたいという事情に配慮して、与党幹部と協議し憲法の規定でもっとも遅くなる8月30日投開票で合意した。なお14日の問責決議案可決の結果、野党が審議に応じず、国会は会期末を待たず事実上閉幕した。
7月13日の「解散予告」の後は、各種調査の議席予測等を受け、2008年（平成20年）秋に解散しておけばよかったという与党議員の不満も出た。解散直前まで自民党が首相に麻生を擁するか混乱した影響は大きく、前官房長官の町村信孝も地元で「自民が勝てば麻生政権が続くのか」と問われるなど、情勢悪化に歯止めがきかなかった。
その後も自民党では署名により両院議員総会を開催しての総裁選前倒しなどが企図されたが、開催は見送られ懇談会となった。不満な議員が別のマニフェストを作る分裂的な動きなども出たが、小選挙区制では党非公認だと比例区での復活の可能性がなくなることで牽制され、7月21日に予定通り衆議院は解散された。しかし、党利党略でさえない、「麻生おろし」を封じるための解散だったとも評された。

### 退陣、民主党への政権交代

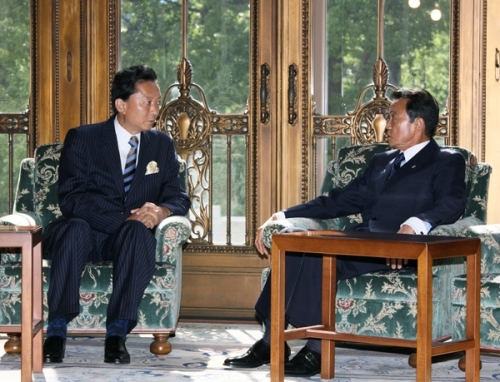
2009年9月14日、政権交代を前に会談する鳩山由紀夫次期内閣総理大臣（民主党代表）と麻生太郎内閣総理大臣（自民党総裁）

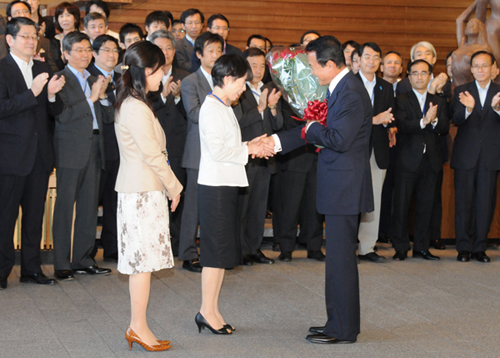
内閣総辞職に際して花束を贈呈される内閣総理大臣の麻生

2009年（平成21年）8月30日の第45回衆議院議員総選挙では民主党への政権交代が確定し、自民党が記録的大敗を喫した。総務大臣佐藤勉、財務大臣与謝野馨、文部科学大臣塩谷立、国家公安委員会委員長林幹雄、行政改革担当大臣甘利明、消費者行政推進担当大臣野田聖子と6人もの現職の国務大臣が小選挙区で落選した（6人全員比例復活した）。また、2月に財務大臣•金融担当大臣を辞任した中川昭一は大臣辞任の影響もあり小選挙区で落選、比例復活も次点でできず、落選した。
その夜に麻生首相が選挙対策本部でのNHKとの中継会見にて事実上の退陣を表明した。
選挙後の9月に組まれていた国際会議について、G20財務大臣・中央銀行総裁会議では財務大臣与謝野馨が体調不良を理由に欠席し、WTO閣僚会合では農林水産大臣石破茂、経済産業大臣二階俊博が欠席したことに対して「閣僚としての責務と、最後の仕事を放棄した」との批判があった。
2009年（平成21年）9月16日、麻生首相は特別国会の召集に当たり、憲法の規定に従い内閣総辞職を臨時閣議で決定した。麻生首相は退任記者会見で「残念ながら道半ばで退任することになった。」と述べ、内閣総理大臣官邸を後にした。同日、後継政権として鳩山由紀夫内閣が発足した。

## 政策

### 経済
麻生内閣は景気対策最優先の政権運営で日本経済の立て直しを目指した。就任直後の2008年（平成20年）10月16日の平成20年度第1次補正予算成立を皮切りに、2009年（平成21年）明けに同第2次補正予算、平成21年度予算、同第1次補正予算と半年余りで4回の経済対策を行った。特に平成20年度第1・2次補正予算と平成21年度予算の3つを合わせて政府は「景気対策の3段ロケット」と称した。各対策の要点は以下の通り。
【平成20年度第1次補正予算】‐総額11．5兆円（「安心実現のための緊急総合対策」）
- 生活者への支援 ・高齢者の医療費負担軽減など‐2500億円
- 中小企業への支援
  - 緊急保証枠‐6兆円
  - 政府系金融の緊急貸出枠‐3兆円
- 地方の活性化
  - 緊急防災・災害復旧等‐4400億円

【平成20年度第2次補正予算】‐総額27兆円（「生活対策」）
- 生活者への支援
  - 定額給付金の実施‐2兆円
  - 自治体による雇用機会創出‐4000億円（基金）
  - 妊婦健診の無料化‐800億円
  - 離職者への住宅・生活支援
- 中小企業への支援
  - 保証・貸出枠‐30兆円に拡大
  - 金融機関への資本注入枠‐10兆円追加
- 地方の活性化
  - 地方活性化交付金‐6000億円
  - 高速道路料金の大幅引き下げ‐5000億円

【平成21年度予算】‐総額37兆円（「生活防衛のための緊急対策」）
- 生活者への支援
  - 非正規労働者への雇用保険適用‐1700億円
  - 雇用保険料引き下げ‐6400億円
  - 出産一時金の増額
  - 住宅減税‐3400億円
  - エコカー減税‐2100億円
- 中小企業への支援
  - 省エネ設備等の投資促進減税‐1900億円
  - 中小企業への税率引き下げ等‐2400億円
- 地方の活性化
  - 雇用創出のための交付金増額‐1兆円
  - 地域活力基盤創造交付金‐9400億円

【平成21年度補正予算】‐総額15．7兆円（「経済危機対策」）
- 生活者への支援
  - 雇用調整助成金、再就職支援、能力開発、雇用創出、住宅・生活支援等‐1．9兆円
  - 社会保障、消費者政策の抜本的強化、防災・安全対策、治安体制の整備等‐1．7兆円
- 金融対策
  - 中小企業等資金繰り、株式市場、住宅・土地金融等‐3兆円
- 地方の活性化
  - 地方自治体への財政支援等2．6兆円
- 成長戦略
  - 低炭素革命‐1．6兆円
  - 底力発揮・21世紀型インフラ整備‐2．6兆円
  - 健康長寿・子育て‐2兆円
  - 家電エコポイント制度創設 - 2946億円

このほかにも、金融機能強化法改正、国民年金法改正、労働者派遣法改正、外貨準備高からIMFへ10億円の貸出など行った。 また、「当面は景気対策、中期的に財政再建、中長期的には改革による経済成長」と述べ、社会保障と税財政に関する「中期プログラム」と景気回復後に遅滞なくかつ段階的に消費税を含む税制抜本改革を行うとした税制改正に意欲を示した。

#### 中小企業に対する支援
中小企業を金融危機の被害から保護するため、金融機関に対して日本政策金融公庫からの信用供与を実施し、中小企業に対する長期資金貸付・新発社債購入・コミットメント・ラインの設定、大企業向け融資を通じた関連の中堅・中小企業への資金供給および保証などを実施した。また、中小企業向けの税金の優遇制度として、中小企業に対して、当期の欠損金を前期に繰戻すことで、前年度に納めた法人税の還付を受けることができる優遇制度である繰戻し還付金を導入した。

### 外交
「自由と繁栄の弧」構想の下で、価値の外交を推進した。代表的な例として、安全保障、経済、環境、エネルギーなど幅広い分野で両国の戦略的協調を進めるため、訪日したインドのマンモハン・シン首相との首脳会談で日印安全保障協力共同宣言に署名した。また、12月18日、オーストラリアとの防衛協力と情報共有を推進する日豪の安全保障協力促進の共同文書を発表した。
ロシア連邦に対しては、大統領ドミートリー・メドヴェージェフの招きに応じ、南樺太を訪問した。南樺太は帰属未確定地のため、日本国政府はロシアの領土とは公式に認めておらず、戦後の歴代政権は内閣総理大臣が訪問することを避けてきた が、麻生首相はロシア側の出入国手続きに則り南樺太を日帰りで訪問し、さらに帰京後に皇居で記帳を行った。皇居での記帳は「外国」から帰国した際に行われるため、麻生首相が南樺太をロシア領だと事実上認めたと受け止められ議論となった。第171回国会では、古本伸一郎が麻生首相の一連の行為を疑問視し「記帳はダメを押したのではないか」 と発言するなど、南樺太がロシア領だと追認したことになるとの指摘がなされた。これを受け、行政制度および地方行財政を所管する総務大臣鳩山邦夫が、麻生首相の行為について「正直、実に微妙な問題だなと思う」 と答弁した。さらに、南樺太での日露首脳会談では、麻生首相が北方領土問題について面積二等分論に言及し、四島一括返還論の放棄を示唆した。戦後の日本の歴代政権は一貫して四島の一括返還を主張しており、大きな方針転換となった。
2008年（平成20年）12月13日、福岡県太宰府市の九州国立博物館で初の単独開催となる日中韓首脳会議（「第1回日中韓サミット」）が開催された。
韓国が導入を目指し積極的に推進していたサマータイム制度については、2009年（平成21年）6月28日の日韓首脳会談後の記者会見において記者の問いに対し、麻生首相が「やるなら一緒にやるというのは極めて効果が大きい。」 と発言し、韓国と同時に日本でも導入すればより高い効果が見込めるとの考えを示した。
麻生首相は、いち早く日本の手持ちのドルのIMFへの融資を発表した。IMFはアイスランドに緊急融資を行い、同国外相の政治顧問は「日本のおかげ」と感謝した。11月14日ドミニク・ストロス＝カーンIMF専務理事は、日本の資金提供・リーダーシップ・多国間協調主義などの取組みを人類の歴史上最大の貢献だと評価した。11月15日、日本と世銀が途上国の銀行支援ファンド設立決定をするなど経済危機に対し、世界のリーダーシップを取り、各国から高い評価を得るが、日本国内ではほとんど報道されなかった。
2009年（平成21年）2月14日、イタリア・ローマで開催されたG7財務大臣・中央銀行総裁会議で、世界的同時不況を乗り越えるため、各国共財政出動をすることが確認された。 その会議で、日本がIMFに1000億ドル（10兆円）相当のドルを融資したことが評価された。

#### ユーラシア・クロスロード構想
麻生首相は2009年（平成21年）6月に、中央アジア・コーカサス地方のインフラ整備を支援する「ユーラシア・クロスロード構想」を発表し、「この地域で安定と繁栄が相乗効果を上げれば、世界経済を大きく押し上げる。中国、インド、ロシアは、そのための重要なパートナーで、こうした構想に、今申し上げた国々が関心を持つことを歓迎する。」と周辺国に参加を呼びかけた。この構想の具体的な支援内容としては「中央アジアからアフガニスタンを経て、アラビア海に至るルートの道路や鉄道の整備」「中央アジアからコーカサスを経て欧州に至るルートにあるカスピ海沿岸の港湾整備」の2点が挙げられている。

## 人事

### 特徴
本内閣の特徴としては、国務大臣の平均年齢が58.2歳と前内閣から4歳近く若返ったことがあげられる。これは、内閣府特命担当大臣で初入閣した小渕優子が任命時34歳と9か月と戦後最年少での国務大臣就任となったことを含めて50代以下が10人を占めたことによる。しかし、前内閣からの再任者が5名おり、初入閣も5人と安倍内閣の11人の半分以下で、平均当選回数（衆院議員のみ）は6.5回で安倍内閣と同じで小泉内閣の5.8回を上回り、必ずしも「若返り」を意図した結果ではない。
父または祖父が内閣総理大臣経験者である国務大臣が、吉田茂の孫である麻生太郎首相を筆頭に、鳩山、中曾根、小渕と4人おり、これらを含めた“世襲政治家”が福田改造内閣の9人を上回る11人の多数に及び、マスコミや野党は“世襲内閣”“若旦那内閣”などと称し、安倍に次いで“おぼっちゃま内閣”とまで揶揄した。また、小泉以来4代続いて地盤を世襲した政治家であること、安倍以来3代続いて祖父に内閣総理大臣経験者を持つことも批判された。
首相を除く無派閥が4人と小泉以降の4内閣の中では最も多かったが、麻生首相が自民党内少数派閥出身で他の多数派閥の支持により成立した経緯の上での派閥均衡・論功行賞人事とも指摘された。女性閣僚は野田と小渕の2人で、民間人閣僚は総務大臣増田寛也の退任により0人となった。
また、中央省庁再編によって“財政と金融行政との分離（財金分離）”が実行されて以降初めて、1人の国務大臣が財務大臣と内閣府特命担当大臣（金融）とを兼務した（小渕内閣以降の大蔵大臣および金融再生委員会委員長の時代を含む）。麻生首相はこの点を「役所を1つにするかは（兼務を）やってみなければ分からない」とし、旧大蔵省の復活を示唆した。
小泉内閣以降、組閣人事情報は一切漏らさない秘密主義が続いてきたが、麻生内閣の組閣に当たっては自民党総裁選の最中から、事前に人事情報が外部に漏れたためにたびたび報道され、総裁選から休日を挟んでの首相指名・組閣当日の朝には報道各社が閣僚名簿を発表するという、近年では異例の事態となった。
9月29日の臨時閣議で決められた副大臣および大臣政務官の人事についてであるが、橋本聖子が外務副大臣に、大村秀章が厚生労働副大臣にそれぞれ任命されたことを除いて全員が再任された。

### 相次ぐ離任
内閣の発足から一年も経たないうちに、主要な役職に就く者の離任が相次ぐ事態となった。
組閣から5日後、国土交通大臣中山成彬が失言問題を理由に国務大臣を免官された。2009年（平成21年）1月には、松浪健太が定額給付金制度に反対して第2次補正予算案採決を棄権したため、内閣府大臣政務官を免官された。2月には、財務大臣中川昭一が先進7か国財務大臣・中央銀行総裁会議にて酩酊状態で会見を行ったため、国務大臣を免官された。3月には、平田耕一が国務大臣、副大臣及び大臣政務官規範違反の発覚のため財務副大臣を免官された。5月には、鴻池祥肇が女性問題と議員歳費法抵触の発覚のため内閣官房副長官を免官された。6月12日には、総務大臣鳩山邦夫が日本郵政社長の西川善文の続投に抗議し、国務大臣を免官された。同日、戸井田徹が鳩山の更迭に抗議し、厚生労働大臣政務官を免官された。
また、麻生首相の郵政民営化見直し発言に反発した早川忠孝が法務大臣政務官の辞任を表明するも、慰留を受けて撤回した。鳩山の更迭に反発した古川禎久も環境大臣政務官を辞任する考えを近未来政治研究会に伝えたが、その後撤回した。
国務大臣の免官が相次いだが、2009年（平成21年）7月1日までに新任されたのは金子国土交通大臣のみであり、それ以外については、既存の国務大臣に複数の職を兼務させる手法を採ったため、同日までは国務大臣の数が中央省庁再編後において最小の内閣であった。その後の7月2日に、前の福田康夫改造内閣で入閣していた林芳正および林幹雄の2名が再入閣し、林（芳）国務大臣が与謝野国務大臣の内閣府特命担当大臣（経済財政政策）の職を、林（幹）国務大臣が佐藤国務大臣の国家公安委員会委員長および内閣府特命担当大臣（沖縄及び北方対策）の職をそれぞれ引き継いだ。

## 内閣の顔ぶれ

### 国務大臣
所属政党・出身:
  自由民主党（町村派）   自由民主党（古賀派）   自由民主党（津島派）   自由民主党（麻生派）    自由民主党（伊吹派）
  自由民主党（山崎派）   自由民主党（谷垣G）    自由民主党（高村派）  自由民主党（二階派）   自由民主党（無派閥）   公明党  
  中央省庁・民間
| 職名                                                              | 氏名 | 氏名       | 所属                         | 特命事項等                                                                                | 備考                                             |
| ----------------------------------------------------------------- | ---- | ---------- | ---------------------------- | ----------------------------------------------------------------------------------------- | ------------------------------------------------ |
| 内閣総理大臣                                                      |      | 麻生太郎   | 衆議院 自由民主党 （麻生派） |                                                                                           | 自由民主党総裁 再入閣                            |
| 総務大臣 内閣府特命担当大臣 （地方分権改革）                      |      | 鳩山邦夫   | 衆議院 自由民主党 （津島派） | 内閣総理大臣臨時代理第3順位指定                                                           | 再入閣 2009年6月12日免                           |
| 総務大臣 内閣府特命担当大臣 （地方分権改革）                      |      | 佐藤勉     | 衆議院 自由民主党 （古賀派） |                                                                                           | 2009年6月12日命                                  |
| 法務大臣                                                          |      | 森英介     | 衆議院 自由民主党 （麻生派） |                                                                                           | 初入閣                                           |
| 外務大臣                                                          |      | 中曽根弘文 | 参議院 自由民主党 （伊吹派） |                                                                                           | 再入閣                                           |
| 財務大臣 内閣府特命担当大臣 （金融）                              |      | 中川昭一   | 衆議院 自由民主党 （伊吹派） | 内閣総理大臣臨時代理第4順位指定                                                           | 再入閣 2009年2月17日免                           |
| 財務大臣 内閣府特命担当大臣 （金融）                              |      | 与謝野馨   | 衆議院 自由民主党 （無派閥） | 内閣総理大臣臨時代理第2順位指定                                                           | 2009年2月17日命                                  |
| 文部科学大臣                                                      |      | 塩谷立     | 衆議院 自由民主党 （町村派） | 国立国会図書館連絡調整委員会委員                                                          | 初入閣                                           |
| 厚生労働大臣                                                      |      | 舛添要一   | 参議院 自由民主党 （無派閥） |                                                                                           | 再任                                             |
| 農林水産大臣                                                      |      | 石破茂     | 衆議院 自由民主党 （津島派） | 内閣総理大臣臨時代理第5順位指定                                                           | 再入閣                                           |
| 経済産業大臣                                                      |      | 二階俊博   | 衆議院 自由民主党 （二階派） | 内閣総理大臣臨時代理第5順位指定 →第4順位指定                                              | 再任                                             |
| 国土交通大臣                                                      |      | 中山成彬   | 衆議院 自由民主党 （町村派） |                                                                                           | 再入閣 2008年9月28日免                           |
| 国土交通大臣                                                      |      | 河村建夫   | 衆議院 自由民主党 （伊吹派） |                                                                                           | 臨時代理 2008年9月28日指定 2008年9月29日指定解除 |
| 国土交通大臣                                                      |      | 金子一義   | 衆議院 自由民主党 （古賀派） |                                                                                           | 再入閣 2008年9月29日命                           |
| 環境大臣                                                          |      | 斉藤鉄夫   | 衆議院 公明党                |                                                                                           | 再任                                             |
| 防衛大臣                                                          |      | 浜田靖一   | 衆議院 自由民主党 （無派閥） |                                                                                           | 初入閣                                           |
| 内閣官房長官                                                      |      | 河村建夫   | 衆議院 自由民主党 （伊吹派） | 拉致問題担当 内閣総理大臣臨時代理第1順位指定                                              | 再入閣                                           |
| 国家公安委員会委員長 内閣府特命担当大臣 （沖縄及び北方対策 防災） |      | 佐藤勉     | 衆議院 自由民主党 （古賀派） |                                                                                           | 初入閣 2009年7月2日免                            |
| 国家公安委員会委員長 内閣府特命担当大臣 （沖縄及び北方対策 防災） |      | 林幹雄     | 衆議院 自由民主党 （山崎派） |                                                                                           | 再入閣 2009年7月2日命                            |
| 内閣府特命担当大臣 （経済財政政策）                               |      | 与謝野馨   | 衆議院 自由民主党 （無派閥） | 内閣総理大臣臨時代理第2順位指定                                                           | 再任 2009年7月2日免                              |
| 内閣府特命担当大臣 （経済財政政策）                               |      | 林芳正     | 参議院 自由民主党 （古賀派） |                                                                                           | 再入閣 2009年7月2日命                            |
| 内閣府特命担当大臣 （規制改革）                                   |      | 甘利明     | 衆議院 自由民主党 （山崎派） | 行政改革担当 公務員制度改革担当 内閣総理大臣臨時代理第5順位指定 →第4順位指定 →第3順位指定 | 再入閣                                           |
| 内閣府特命担当大臣 （科学技術政策 食品安全 消費者）               |      | 野田聖子   | 衆議院 自由民主党 （無派閥） |                                                                                           | 再任                                             |
| 内閣府特命担当大臣 （少子化対策 男女共同参画）                    |      | 小渕優子   | 衆議院 自由民主党 （津島派） |                                                                                           | 初入閣                                           |

- 2008年（平成20年）9月24日組閣
- 組閣時の平均年齢：58歳
  - 最年長：70歳（与謝野馨）
  - 最年少：34歳（小渕優子）
- 2009年（平成21年）9月1日付で、野田国務大臣は内閣の担当大臣たる消費者行政推進担当大臣の職を解かれ、内閣府特命担当大臣（消費者）の職を命ぜられた。

### 内閣官房副長官・内閣法制局長官
| 職名           | 氏名 | 氏名     | 担当     | 所属等         | 備考                          |
| -------------- | ---- | -------- | -------- | -------------- | ----------------------------- |
| 内閣官房副長官 |      | 松本純   | 政務担当 | 衆議院 麻生派  |                               |
| 内閣官房副長官 |      | 鴻池祥肇 | 政務担当 | 参議院 麻生派  | 2009年（平成21年）5月13日免官 |
| 内閣官房副長官 |      | 浅野勝人 | 政務担当 | 参議院 麻生派  | 2009年（平成21年）5月13日任命 |
| 内閣官房副長官 |      | 漆間巌   | 事務担当 | 元警察庁長官   |                               |
| 内閣法制局長官 |      | 宮﨑礼壹 |          | 元内閣法制次長 | 再任                          |

- 副長官は2008年（平成20年）9月24日、法制局長官は同9月25日任命。

### 内閣総理大臣補佐官
| 職名               | 氏名 | 氏名     | 担当         | 所属等        | 備考                          |
| ------------------ | ---- | -------- | ------------ | ------------- | ----------------------------- |
| 内閣総理大臣補佐官 |      | 中山恭子 | 拉致問題担当 | 参議院 町村派 | 2008年（平成20年）9月27日任命 |
| 内閣総理大臣補佐官 |      | 山口俊一 | 地方再生担当 | 衆議院 麻生派 | 2008年（平成20年）9月30日任命 |

### 副大臣
| 職名           | 氏名       | 所属等         | 備考                               |
| -------------- | ---------- | -------------- | ---------------------------------- |
| 内閣府副大臣   | 増原義剛   | 衆議院、伊吹派 | 再任                               |
| 内閣府副大臣   | 宮澤洋一   | 衆議院、古賀派 | 再任                               |
| 内閣府副大臣   | 谷本龍哉   | 衆議院、町村派 | 再任                               |
| 総務副大臣     | 石崎岳     | 衆議院、町村派 | 再任                               |
| 総務副大臣     | 倉田雅年   | 衆議院、津島派 | 再任                               |
| 法務副大臣     | 佐藤剛男   | 衆議院、山崎派 | 再任                               |
| 外務副大臣     | 伊藤信太郎 | 衆議院、高村派 | 再任                               |
| 外務副大臣     | 橋本聖子   | 参議院、町村派 |                                    |
| 財務副大臣     | 石田真敏   | 衆議院、山崎派 | 2009年（平成21年）3月30日任命      |
| 財務副大臣     | 竹下亘     | 衆議院、津島派 | 再任                               |
| 財務副大臣     | 平田耕一   | 衆議院、津島派 | 再任 2009年（平成21年）3月26日免官 |
| 文部科学副大臣 | 松野博一   | 衆議院、町村派 | 再任                               |
| 文部科学副大臣 | 山内俊夫   | 参議院、山崎派 | 再任                               |
| 厚生労働副大臣 | 大村秀章   | 衆議院、津島派 |                                    |
| 厚生労働副大臣 | 渡辺孝男   | 参議院、公明党 | 再任                               |
| 農林水産副大臣 | 近藤基彦   | 衆議院、古賀派 | 再任                               |
| 農林水産副大臣 | 石田祝稔   | 衆議院、公明党 | 再任                               |
| 経済産業副大臣 | 高市早苗   | 衆議院、町村派 | 再任                               |
| 経済産業副大臣 | 吉川貴盛   | 衆議院、津島派 | 再任                               |
| 国土交通副大臣 | 金子恭之   | 衆議院、山崎派 | 再任                               |
| 国土交通副大臣 | 加納時男   | 参議院、古賀派 | 再任                               |
| 環境副大臣     | 吉野正芳   | 衆議院、町村派 | 再任                               |
| 防衛副大臣     | 北村誠吾   | 衆議院、古賀派 | 再任                               |

- 2008年（平成20年）9月29日任命。

### 大臣政務官
| 職名               | 氏名       | 所属等         | 備考                               |
| ------------------ | ---------- | -------------- | ---------------------------------- |
| 内閣府大臣政務官   | 宇野治     | 衆議院、伊吹派 | 再任                               |
| 内閣府大臣政務官   | 並木正芳   | 衆議院、町村派 | 再任                               |
| 内閣府大臣政務官   | 松浪健太   | 衆議院、伊吹派 | 再任 2009年（平成21年）1月14日免官 |
| 内閣府大臣政務官   | 岡本芳郎   | 衆議院、津島派 | 2009年（平成21年）1月14日任命      |
| 総務大臣政務官     | 坂本哲志   | 衆議院、山崎派 | 再任                               |
| 総務大臣政務官     | 鈴木淳司   | 衆議院、町村派 | 再任                               |
| 総務大臣政務官     | 中村博彦   | 参議院、町村派 | 再任                               |
| 法務大臣政務官     | 早川忠孝   | 衆議院、町村派 | 再任                               |
| 外務大臣政務官     | 柴山昌彦   | 衆議院、町村派 | 再任                               |
| 外務大臣政務官     | 西村康稔   | 衆議院、町村派 | 再任                               |
| 外務大臣政務官     | 御法川信英 | 衆議院、無派閥 | 再任                               |
| 財務大臣政務官     | 三ツ矢憲生 | 衆議院、古賀派 | 再任                               |
| 財務大臣政務官     | 末松信介   | 参議院、町村派 | 再任                               |
| 文部科学大臣政務官 | 萩生田光一 | 衆議院、町村派 | 再任                               |
| 文部科学大臣政務官 | 浮島とも子 | 参議院、公明党 | 再任                               |
| 厚生労働大臣政務官 | 金子善次郎 | 衆議院、二階派 | 再任                               |
| 厚生労働大臣政務官 | 戸井田徹   | 衆議院、津島派 | 再任 2009年（平成21年）6月16日免官 |
| 農林水産大臣政務官 | 江藤拓     | 衆議院、伊吹派 | 再任                               |
| 農林水産大臣政務官 | 野村哲郎   | 参議院、津島派 | 再任                               |
| 経済産業大臣政務官 | 谷合正明   | 参議院、公明党 | 再任                               |
| 経済産業大臣政務官 | 松村祥史   | 参議院、津島派 | 再任                               |
| 国土交通大臣政務官 | 谷口和史   | 衆議院、公明党 | 再任                               |
| 国土交通大臣政務官 | 西銘恒三郎 | 衆議院、津島派 | 再任                               |
| 国土交通大臣政務官 | 岡田直樹   | 参議院、町村派 | 再任                               |
| 環境大臣政務官     | 古川禎久   | 衆議院、山崎派 | 再任                               |
| 防衛大臣政務官     | 武田良太   | 衆議院、山崎派 | 再任                               |
| 防衛大臣政務官     | 岸信夫     | 参議院、町村派 | 再任                               |

- 2008年（平成20年）9月29日任命。

## 内閣の動き

### 2008年（平成20年）

#### 9月
- 9月24日 - 自由民主党総裁・衆議院議員麻生太郎が国会の指名に基づき、天皇明仁から内閣総理大臣に任命され、麻生内閣発足。
- 9月25日（EDT） - 麻生首相が国際連合総会に出席。
- 9月27日 - 参議院議員中山恭子を内閣総理大臣補佐官に任命し、9月29日に辞令交付。
- 9月29日 - 衆議院、参議院の本会議にて麻生首相が所信表明演説。麻生内閣は副大臣及び大臣政務官を任命。
- 9月30日 - 衆議院議員山口俊一を内閣総理大臣補佐官に任命。

#### 10月

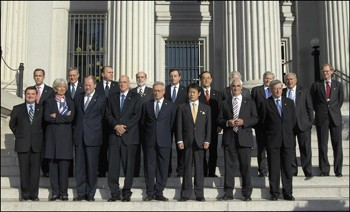
2008(平成20)年10月10日（EDT）、
G7財務大臣・中央銀行総裁会議に出席した財務大臣中川昭一（前列右から3人目）

- 10月2日 - 衆議院本会議にて麻生首相が「村山内閣総理大臣談話「戦後50周年の終戦記念日にあたって」」の踏襲を表明。
- 10月3日 - 中学校学習指導要領の解説書をめぐる竹島の記述について「竹島が北方領土と同様にわが国の固有の領土であることは明確にされている」とする答弁書を閣議決定した。[59]。
- 10月10日 - 内閣官房参与（地方再生担当）に前北九州市長末吉興一の起用を発表。
- 10月10日（EDT） - 財務大臣中川昭一がG7財務大臣・中央銀行総裁会議に出席。
- 10月16日 - 平成20年度1次補正予算が成立。
- 10月26日 - 東京都千代田区にて麻生首相が就任後初の街頭演説。

#### 11月

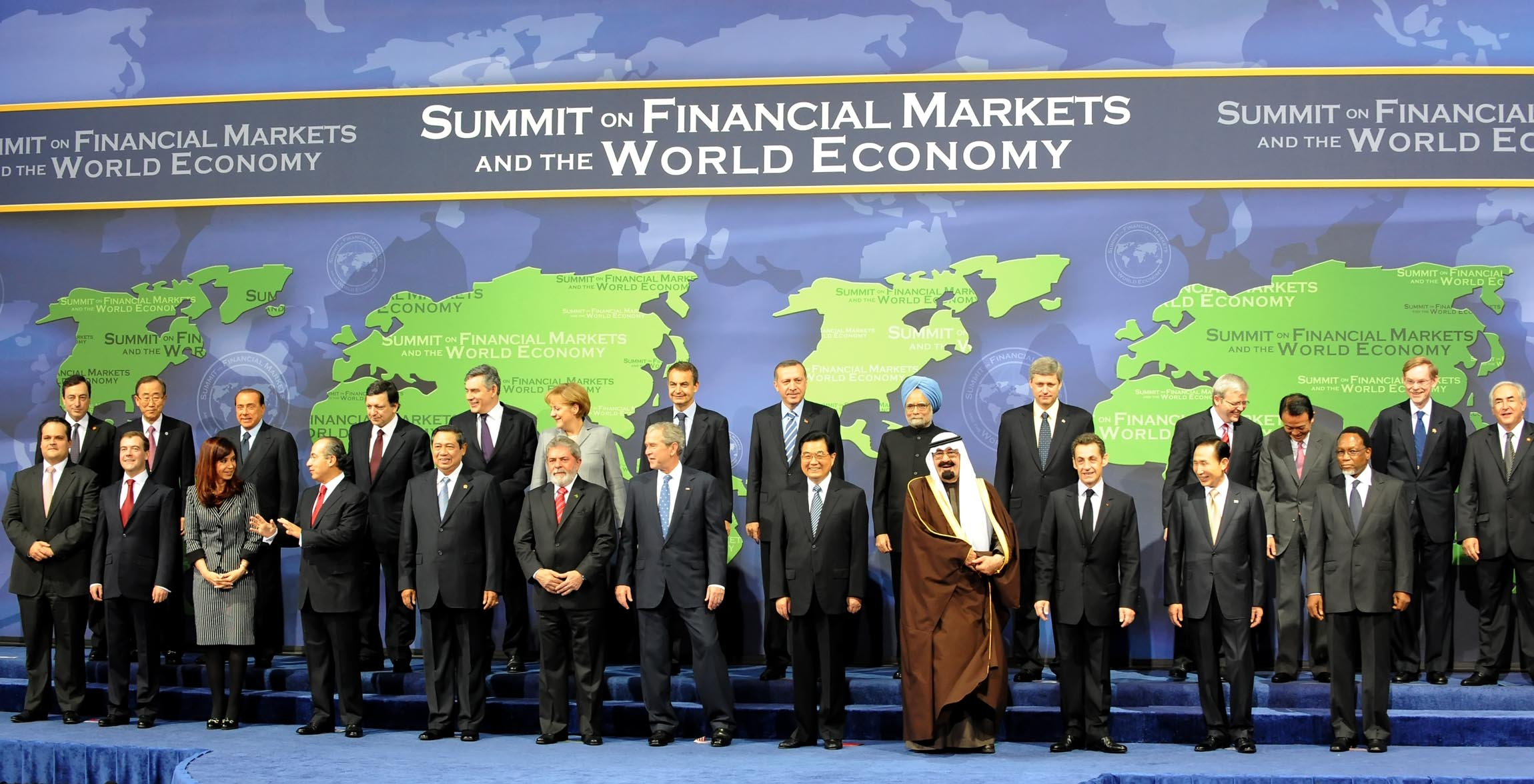
2008(平成20)年11月15日（EST）、
20ヶ国首脳会議に出席した麻生首相（後列右から3人目）

- 11月4日 - 麻生内閣が国籍法改正案を閣議決定[60]、第170回国会にて閣法として提出し可決・成立させた。
- 11月12日 - 2兆円の「定額給付金」決定。
- 11月14日 - ワシントンD.C.で緊急首脳会議（金融サミット）開催（ - 15日）。
- 11月22日 - リマでアジア太平洋経済協力会議（APEC）首脳会議開催（ - 23日）。
- 11月28日 - 麻生首相が民主党代表小沢一郎と党首討論。

#### 12月
- 12月4日 - 日本国政府の配信する動画にて、麻生首相が「1941年12月に第二次世界大戦が真珠湾攻撃で始まる」[61][62] と発言。参議院議員田中康夫が発言の訂正を要求するなど騒動となったが、翌年2月24日に訂正を拒否する答弁書を閣議決定[62]。
- 12月5日 - 日本人と外国人の間に生まれた子どもの国籍取得要件から父母の婚姻を外すことを柱とする国籍法改正案、残業代を引き上げる改正労働基準法が成立した。
- 12月9日
  - 政府は「新たな雇用対策に関する関係閣僚会議」を開き、追加雇用対策を決定。3年間で2兆円規模の事業費を投入して、140万人の雇用の下支えを目指す。
  - 政府は、雇用情勢の悪化を受け、契約が終わった非正規労働者を社宅から退去させずに無償で貸与する企業に助成金を支給する制度の創設を決定した。また、12日には非正規労働者救済のため、住居費や生活費など最大186万円を低利で融資することを決めた。
- 12月12日
  - 衆議院の再議決により新テロ特措法の1年延長、金融機能強化法改正案が成立。
  - 政府の青少年育成推進本部が青少年育成大綱を決定。
  - 国立がんセンターなど6センターが独立行政法人になることを決定。
  - 麻生首相が急激な景気後退や雇用悪化に対応するため、総額23兆円規模の追加景気対策「生活防衛のための緊急対策」を発表。
- 12月13日 - 日中韓首脳会議。3カ国間の未来志向で包括的な協力の探求をうたった共同声明に署名した。
- 12月16日 - 総務大臣鳩山邦夫は、各府省庁に対し、民間企業などとの随意契約を競争性の高い一般競争入札に移行するよう改善を勧告した。
- 12月18日
  - 政府の教育再生懇談会は、教科書の質・量の充実などを求める第２次報告を麻生首相に提出した。
  - 日本とオーストラリアの外務、防衛担当閣僚による定期協議(2プラス2)が東京で開催。相互の協力を盛り込んだ共同声明を発表。
- 12月19日
  - 保護者が国民健康保険料を滞納し、保険証のない「無保険」となった子供が必要な治療を受けられるよう保険証を交付する改正国民健康保険法が成立
  - 在職中の不祥事などが発覚した国家公務員に、退職金を強制的に返納させることを可能にする改正国家公務員退職手当法が成立
  - 中小企業に障害者雇用を促すための改正障害者雇用促進法が成立。
- 12月22日 - 文部科学省が高校の学習指導要領改定案を発表。08年3月の小中学校の改定に続き、「ゆとり教育」からの転換を目指す内容。
- 12月24日
  - 税財政抜本改革への道筋を示した「中期プログラム」が閣議決定される。同日、麻生首相は、社会保障費の安定財源を確保するため、2011年度から消費税率を引き上げる考えを改めて表明した。
  - 衆議院本会議で、民主党が提出した衆院解散要求決議案が否決される。
- 12月25日 - 臨時国会が閉会（会期は93日間）。政府が新規に提出した15法案のうち、成立したのは10本。
- 12月26日
  - 麻生首相は衆院予算委員会で「尖閣諸島は日本固有の領土である以上、日米安全保障条約の対象となる」と発言。中国外務省から強い抗議を受ける[63]。
  - 2009年度の介護報酬が決定。介護職員の待遇改善のため、全体で3.0％引き上げられる。
  - 総務大臣鳩山邦夫が、地方圏から大都市圏への人口流出防止を目指す「定住自立圏構想」の推進要綱を発表した。
- 12月27日
  - 「非正規」支援へ雇用促進住宅3万戸供給
  - 竹島問題パンフレットを新たに7か国語で作成
- 12月28日 - 農業法人への出資制限緩和。企業の参入促す

### 2009年（平成21年）

#### 1月
- 1月3日 - 麻生首相は、イスラエル軍によるパレスチナのガザ空爆について、パレスチナ自治政府大統領のマフムード・アッバース議長と電話で協議。空爆で被害を受けたガザ地区の救済のため総額1000万ドル規模の人道支援を行う考えを表明した。
- 1月4日
  - 麻生首相が年頭の記者会見で明仁の即位20年、御成婚50周年のお祝いを述べた後、書初めとして「安心」「活力」の文字を披露[64]。また、年頭の所感では、米国発の世界的な金融・経済危機に触れ、「国民の景気や生活に対する不安を取り除くため、政府は全力を尽くす。世界で最も早くこの不況から脱出するのは日本だ」と危機脱出に向けた決意を表明した。また、「日本、日本人はその底力にもっと自信を持っていい」とし、持論である「日本の底力」を強調。「望むべき未来を切りひらくために、行動を起こさなければならない」と国民に協力を呼びかけた。
  - 中国のガス田「樫」単独開発に対し、「合意違反」と抗議
- 1月5日
  - 第171回国会召集。平成20年度第２次補正予算が提出され、財務大臣中川昭一が「生活対策」、「生活防衛のための緊急対策」などの経済対策について説明する財政演説が行われる。
  - 派遣村のために旧学校施設を宿泊用に開放
- 1月6日 - 麻生首相が内閣総理大臣官邸で経済財政諮問会議を開催。「経済財政の中長期方針と10年展望」について議論。「短期の計画（2011年まで）として、世界経済の混乱から国民生活を守り、景気回復を最優先で図ること」「中期の計画として、『中福祉・中負担』による継続的な社会保障制度と、その安定財源の確保を行う」「長期の計画として、積極的な規制改革によって、新しい産業と雇用を生み出す」という3つの方針が確認される。
- 1月8日
  - 麻生首相は衆議院予算委員会で「1次補正予算、2次補正予算、平成21年度予算を切れ目なく実施していくことが、不況からの脱出にとって極めて重要」との認識を述べた。また、予算の内容は、雇用問題および資金繰りを最重要課題にしていることを説明した。
  - 「スーダン共和国における武装解除・動員解除・社会復帰計画」に関する書簡の交換
  - 年金記録漏れ対応処理の迅速化のため、対応職員を280人から500人に増やす
- 1月9日 - 麻生首相は内閣総理大臣官邸で安全保障と防衛力に関する懇談会を開催。2004年に閣議決定された「防衛計画の大綱」を、周辺諸国の変化などに伴って見直すことが目的[65]
- 1月11日
  - 麻生首相が韓国を訪問。日本経済団体連合会の御手洗富士夫会長やトヨタ自動車の張富士夫会長など18人の財界人が同行する。日本の財界人が首相に同行して韓国を訪問するのは初めてであり、李明博大統領の要望を受けて、麻生首相が財界に呼びかけて実現した[66]。
  - カンボジアに対する無償資金協力「ローレンチェリー頭首工改修計画（詳細設計）」及び「感染症対策強化計画」
- 1月12日 - 麻生首相と李明博韓国大統領は「国際社会で共に貢献する日韓関係」を表明。日韓首脳会談共同記者会見で、アフガニスタン、北朝鮮、世界の金融危機などに対してを具体化して取り組むと発表した。
- 1月13日
  - 麻生首相が内閣総理大臣官邸で「新型インフルエンザ対策本部会合」を開催。国内侵入を防ぐための「水際対策」の最優先の課題としながらも、国内に侵入した場合の対策についても検討を行った。
  - 内閣府大臣政務官松浪健太が、衆議院での2008年度第2次補正予算案採決を棄権[67]。同日、松浪は辞表を提出し、内閣官房長官河村建夫により受理された[68]。しかし、麻生首相は松浪の辞任を認めず、翌日松浪を免官し、後任に岡本芳郎を任命[69]。
- 1月14日 - 麻生首相はオルメルト・イスラエル首相に特使を派遣し、パレスチナ自治区ガザでの即時停戦を強く要請した。
- 1月15日 - 主要国の交通担当閣僚らが、交通分野での地球温暖化や大気汚染対策を話し合う初の国際会議「交通分野における地球環境・エネルギーに関する大臣会合」が東京で開催。国土交通大臣金子一義が参加し、産業分野ごとの二酸化炭素削減可能量を算出する「セクター別アプローチ」への理解も求めた。
- 1月21日 - 障害福祉サービスの資産要件撤廃
- 1月23日
  - 硫黄島滑走路、地下に眠る遺骨捜索要望受け島内移設へ
  - 遺棄化学兵器処理「ハルバ嶺」事業凍結。事業費を大幅削減
- 1月25日 - 航空機からロケット打ち上げ、実用化研究に着手
- 1月27日
  - 平成20年度2次補正予算が成立。
  - 環境省が処分半減を目的に犬猫収容施設拡充
- 1月29日 - 食品偽装業者をすべて公表するため、JAS法の運用指針を改正

#### 2月

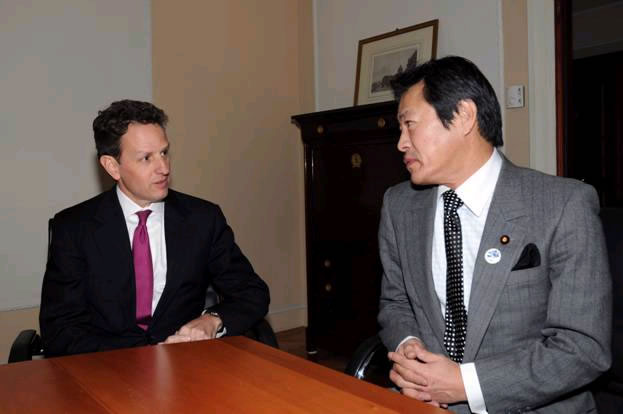
2009(平成21)年2月13日（CET）、
先進7ヶ国財務大臣・中央銀行総裁会議に先立ちアメリカ合衆国財務長官ガイトナー（左）と会談する財務大臣中川昭一（右）

- 2月1日 - ゲリラ豪雨対策のため、全国8ヶ所に水害予報センターを設置へ
- 2月4日 - 領海侵入監視を強化するため、尖閣諸島周辺に海上保安庁のヘリ搭載巡視船を常置
- 2月4日 - 沖縄の不発弾被害に10億円基金を創設
- 2月14日 - 世界金融危機支援としてIMFに1000億ドルの拠出。
- 2月17日 - 財務大臣中川昭一が、記者会見にて2009年度（平成21年度）予算案衆議院通過後の辞任を表明するが、その後再度会見を開き、即日辞任を表明[70]。与謝野国務大臣が財務大臣と内閣府特命担当大臣（金融）とを兼務。
- 2月18日（VLAT） - ロシア大統領ドミートリー・メドヴェージェフの招きに応じ、麻生首相が所属未確定地である南樺太を訪問[71]。メドヴェージェフとの会談にて、北方領土四島一括返還論の放棄に言及[72]。さらに、麻生首相が帰京後に皇居で記帳したため、総務大臣鳩山邦夫らから問題視された[73]。
- 2月19日 - ソマリア支援グループ「ソマリア国際連絡グループ」に参加
- 2月23日 - 日韓新時代共同研究プロジェクトが発足。
- 2月24日 - 内閣府特命担当大臣甘利明が、与謝野国務大臣の職の兼務について「いずれ解かないといけない。そのときはミニ改造が行われる。その規模を大胆にするのは1つの選択肢だ」[74] と述べ、内閣改造の時期や規模に言及。内閣官房長官河村建夫らから批判的な意見が相次ぎ[75]、3日後に釈明[76]。
- 2月24日（EST） - アメリカ合衆国にて日米首脳会談。冒頭、麻生首相は通訳を介さず英語で会談したが、アメリカ合衆国大統領バラク・オバマには通じず、ホワイトハウス公式会見録には「聴取不可」[77]「聞き取れない」[78] と記載。外務省が共同記者会見の開催を打診したが、ホワイトハウスに拒否され開催できず[77]。

#### 3月
- 3月4日
  - 平成20年度（2008年度）2次補正予算の関連法が衆議院の再議決により成立。
  - 尖閣諸島が日米安保条約の対象であることをアメリカ合衆国連邦政府に確認。
- 3月6日 - ニートひきこもりの支援法案を閣議決定
- 3月13日 - ソマリア沖の海賊対策のため海上警備行動発令。翌14日に護衛艦2隻が呉基地を出港。
- 3月16日 - 経済危機克服のための「有識者会合」開催（ - 3月21日）。
- 3月18日 - 海洋基本計画を閣議決定。EEZ資源の商業化明記
- 3月27日 - 平成21年度（2009年度）当初予算が成立。
- 3月30日 - フィナンシャル・タイムズからのインタビューの席上、麻生首相が、景気対策の重要性について「理解している国とそうでない国がある。ドイツがそれに当たる」[79] と発言した[80]。この発言が同紙により報じられたため[81]、名指しで批判されたドイツ側は反発を強め、連邦首相アンゲラ・メルケルが「我々の見解ではドイツは多大な貢献をしている。（現在進めていることがらを）性急に進めようとするのは、本当に無意味なことだ」[82] と批判した。政府報道官トーマス・ステッグも、ドイツの包括的な景気対策が迅速に実行された点を指摘したうえで、「われわれは列の最後にいるのではない。むしろ一番先頭で先導役を務めている」[83] と反論した。

#### 4月
- 4月1日
  - 麻生首相がイギリス・ロンドンでブラウン英国首相、ベルルスコーニイタリア首相と会談。北朝鮮によるミサイル発射実験が行われた場合、国連安全保障理事会決議違反として対応することを三者で確認した。
  - 麻生首相がイギリス・ロンドンで韓国の李明博大統領と会談。北朝鮮によるミサイル発射実験は、国連安全保障理事会決議違反であることを確認しあう。また、日本のミサイル防衛について、李大統領は「日本は国民を守るためにいかなる措置も取ることができるし、韓国としても認めている」と述べ、迎撃を容認する考えを示した。その後、インドネシアのユドヨノ大統領と会談し、北朝鮮によるミサイル発射実験を日本国政府は認めないことを説明。ユドヨノ大統領も「地域の平和と安定を損なうものだ。発射を強行するなら、安保理の議題に乗せ、話し合うべきだ」と理解を示した。
  - 内閣官房長官河村建夫が、スーダンのバシール大統領の特使と会談。国際刑事裁判所がダルフール地方での大量虐殺で逮捕状を発付したことについて「日本は国際刑事裁判の締約国であり、その決定を尊重する立場にある」と表明。スーダン側から「反政府勢力に誤ったメッセージを与え、和平プロセスに悪影響を与える」と批判を受けた。
  - 麻生首相が郵政民営化の進捗状況を監視する郵政民営化委員に斎藤聖美を起用（冨山和彦の退任に伴う後任人事）。
- 4月2日
  - 麻生首相が第二回金融サミットに参加。経済回復には「アジアが開かれた成長センターとして成長する必要がある」と強調。アジア各国を対象に緊急財政支援円借款3000億円を含む最大2兆円の政府開発援助（ODA）を供与する方針を正式に表明した。開発途上国に対し、貿易保険を活用して2年間で220億ドルを支援する考えも明らかにした。閉幕後、国際連合の潘基文事務総長と会談。潘事務総長は日本のイニシアティブを高く評価すると述べた。
  - 麻生首相はロンドンの記者会見で、オバマ大統領と北朝鮮のミサイル問題をめぐり意見交換をし、北朝鮮によるミサイル発射実験が実施された場合、国連安保理決議違反として、安保理に上程することについて、賛意を受けたことを明らかにした。
  - 北朝鮮経済制裁について、拉致問題などの進展がないことから、政府は1年延長する方針を決定した。
- 4月3日
  - 麻生首相はイギリス・ロンドンで中国の胡錦濤国家主席と会談し、中国製毒餃子事件や東シナ海ガス田の共同開発問題などについて意見交換を行った。また、北朝鮮によるミサイル発射実験について、国連安保理決議違反であることを訴えたが、胡国家主席は「冷静な対処をすることが重要だ」と懸念を示すだけに留まった。
  - 麻生首相が本部長を務める政府の宇宙開発戦略本部が、宇宙基本計画5ヵ年計画の骨子案を有識者で構成される専門調査会に提出する。月面調査に2速歩行ロボットの起用を検討するなど、日本の得意分野を活かす一方で、防衛目的を含む施策に踏み込んでいることなどが特徴。
- 4月5日 - 北朝鮮がテポドン2号を発射する。麻生首相は、情報集約会議、安全保障会議を相次いで開催し、日本国の領域の安全確認等を行うとともに、北朝鮮に対しては厳重な抗議を行い、国連に対しては安全保障理事会緊急会合の召集を要請した。
- 4月6日
  - 麻生首相が財務大臣与謝野馨と会談し、追加経済対策の財政支出について、国内総生産（GDP）比で2％を超える規模(10兆円)とするよう指示した。経済対策に伴う補正規模としては、1998年度第3次補正の7.6兆円を上回る過去最大規模となる。麻生首相は「日本の経済成長率見込みは先進諸国で一番落ちている。国際協調という点では、ロンドンサミットでも皆で財政出動をしていこうという結論が出ている」と意義を説明した。
  - 麻生首相がベネズエラのチャベス大統領と会談。ベネズエラのオリノコ油田開発などエネルギー分野における協力を一層強化していくことで一致した。
  - 麻生首相が、内閣総理大臣官邸で知的財産戦略本部の会合を開催し、「日本ブランド戦略」や知的財産についての議論し、国際的な競争力強化を目標とした「第3期知的財産戦略の基本方針」を決定した。
- 4月7日
  - 麻生首相は国と地域との役割分担や各分野での政策目標などを提示するための有識者会議を設置することを表明。会議の名称は「安心社会実現会議」。人事は首相主導で行われ、前総務大臣増田寛也、張富士夫トヨタ自動車会長、宮本太郎北大大学院教授(故宮本顕治元共産党議長の長男)や、薬害C型肝炎集団訴訟の山口美智子全国原告団代表など15名。
  - 衆議院本会議において、北朝鮮の長距離弾道ミサイル発射に抗議する決議が賛成多数で可決。共産党や社民党は「ミサイルか人工衛星か現時点で判断できない」として反対をし、全会一致での可決は成らなかった。
  - 麻生首相、総務大臣鳩山邦夫、財務大臣与謝野馨らは経済財政諮問会議で、吉川洋・東大大学院教授ら有識者たちと経済危機の克服に必要な財政支出の規模を協議した。危機を回避するためには、最大15兆円前後の需要を創出する必要があり、そのために10兆円程度の財政支出が必要との試算を示した。
- 4月8日 - 第43回国家公務員合同初任研修の開講式に出席し、「私は公務員バッシングにくみしない。公務員は内閣の従業員だ。優秀さを疑ったことはない」と激励した。
- 4月9日
  - 麻生首相が日本記者クラブで、2020年までの日本の国家戦略として、「低炭素革命で、世界をリードする国」「安心・元気な健康長寿社会」「日本の魅力発揮」を掲げて、説明を行った。同時にアジア戦略として「アジア経済倍増へ向けた成長構想」についても説明を行った。この中で麻生首相は日本の優れた面として「額に汗して働く。そして、チーム全体として、高い成果をあげていく組織力」と述べ、「この組織力の伝統がある限り、日本の未来は明るい」と強調した。
  - 麻生首相が本部長を務める政府のIT戦略本部は、景気対策と生活の利便性向上を目的とした「デジタル新時代に向けた新たな戦略 3か年緊急プラン」を決定した。電子政府(住民票の申請などを自宅から行うことができる「国民電子私書箱」の開設)や医師不足に対応したネットによる遠隔地診断、教育分野(デジタル教科書などITを活用した最先端の教育モデルの推進)などの施策によって3年間で3兆円規模のIT関連投資を行い、50万人の雇用創出を目標としている。
  - 麻生首相がジョン・マケイン米上院議員と会談。北朝鮮問題を含むアジア太平洋の地域情勢、金融・国際経済などについて意見交換し、日米同盟の強化が重要との認識で一致した。
  - 麻生首相がラグビーワールドカップ招致委員会の最高顧問として、視察のため来日した国際ラグビー評議会のラパセ会長と会談した。ラパセ会長は「政財界のサポートや、アジアでラグビーを普及させる計画に好印象を持った」と評価した。
  - 麻生首相が退任するジェームズ・ケリー在日米海軍司令官に対して、「原子力空母の配備は日米同盟の力強さを世界に示しており、配備を円滑に進めたケリーの功績に政府として感謝を表明したい」とメッセージを送る。
- 4月11日 - 麻生首相はASEAN+3出席のためタイ王国のパタヤを訪問したが、タイのアピシット・ウェーチャチーワ現政権に反対するグループ（タクシン・シナワット元首相派）がデモンストレーション活動を行い、国際会議場を取り囲んだため、ヘリコプターで現地を脱出し、日本国政府専用機で緊急帰国した。
- 4月24日 - WHOはアメリカ合衆国とメキシコ合衆国で豚を起源とする新型インフルエンザの世界的流行が確認され、人間同士によるインフルエンザ感染事例が報告されたと発表[84]。
- 4月25日 - 麻生首相がアジア・エネルギー産消国閣僚会合に出席する。
- 4月26日 - 麻生首相が新型インフルエンザ検疫体制の強化や在外日本人への情報提供などの体制を指示、厚生労働省や自治体に電話相談窓口が開設された。翌27日には、厚生労働省が感染の疑いのある帰国者・入国者を留め置く停留施設を成田周辺で約500室を確保した[85]。
- 4月28日
  - 日本国政府は「新型インフルエンザの発生」を宣言し、麻生首相を本部長とする全国務大臣参加の「新型インフルエンザ対策本部」設置[86]。メキシコを対象に、不要不急の渡航延期を求める史上初の感染症危険情報を出す[87]。
  - 国立メディア芸術総合センター計画について、衆議院本会議で鳩山由紀夫から「国営漫画喫茶、アニメの殿堂。巨額の国費を投じて設置すべきものなのか」と批判される（のちに自民党が下野したため計画は中止された）。

#### 5月
- 5月4日 - チェコ訪問時、麻生首相が「変わった質問はチェコスロバキアに限った問題でない」などと発言し、訪問先の国名を誤って呼称。[要出典]
- 5月7日 - 厚生労働大臣舛添要一が7日の衆議院予算委員会で、新型インフルエンザ対策に関し、「毒性の高い鳥インフルエンザを想定したもので、経済活動、学校に問題があれば緩和する」とし[88]、8日の会見で「フェーズ（警戒水準）が6に上がったら緊急対策本部を開き、学校の臨時休業措置など、行動計画の弾力的運用を検討したい」と表明[89]。
- 5月9日 - 厚生労働省は9日午前、成田国際空港にて日本国内で初めて新型インフルエンザによる感染者が確認されたと発表[90]。
- 5月15日 - 安心社会実現会議にて、麻生首相が、厚生労働省分割の検討を表明[91]。4日後、経済財政諮問会議にて、麻生首相は「安心社会実現会議の時に、厚生労働省の話が出た。あの時に私が言ったのは、単なる『厚生労働省を分割しましょう』という次元の話ではなくて、国民生活関係省と医療関係に分けるという話をした」[92]と発言したうえで、内閣府特命担当大臣与謝野馨に二分割の具体案検討を指示[93][94][95]。しかし、自由民主党から異論が相次ぎ[96]、閣僚らの調整も不調に終わると[97]、5月28日に麻生首相は一転して「（厚労省分割の検討を）やろうと言った覚えはない」[98] と発言した。さらに、麻生首相は「渡辺さんが最初に言われたセリフだった」[99] と主張し、麻生ではなく読売新聞グループ本社会長渡邉恒雄の提案だったと釈明した。これを受け、安心社会実現会議委員の山口美智子が「一委員の提案した厚労省分割・再編が報道された。衆院選のパフォーマンスを思わせる。党利党略だ」[100] と批判。これら一連の発言に対し、渡邉が「取り消せ。無礼だ」[100] と激昂する事態となった。
- 5月16日
  - 厚生労働省は、兵庫県神戸市内の県立高校に通う、海外渡航歴の無い高校3年生の男子生徒（17歳）について、新型インフルエンザへの感染が確認されたと発表した。日本での感染は初めて[101]。その後、夜までに累計で高校生8人の感染が確認された[102]。
  - 日本国政府は、この事態を受けて、内閣総理大臣官邸で新型インフルエンザ対策本部の幹事会を開き、新型インフルエンザ対策行動計画の対策レベルを第1段階（海外発生期）から第2段階（国内発生早期）に引き上げることを確認した[103]。
- 5月22日
  - 日本国政府は麻生首相と全国務大臣による「新型インフルエンザ対策本部」の会合を開いた。この中で、新型インフルエンザが弱毒性であることを踏まえた新たな「基本的対処方針」を決定し、今後の対策を感染拡大の防止と糖尿病などの持病があり重篤化する恐れのある人の感染防止・治療に集中するとした[104]。
  - また、厚生労働省別途「運用方針」を定め、「患者が少数で感染拡大防止に努めるべき地域」と「急速な患者数の増加が見られ重症化の防止に重点を置くべき地域」の二つに分類した。大阪府や兵庫県のような「急速な患者数の増加が見られ重症化の防止に重点を置くべき地域」に分類された地域では、一般の医療機関での診療や自宅療養を認めるなどした[104]。
  - このほか、水際対策も大幅に縮小され、メキシコ、米本土、カナダからの旅客便の一律の機内検疫は終了した。また、患者の周辺にいた旅客の停留措置も行わないこととした[104]。

#### 6月
- 6月11日 - 領海等における外国船舶の航行に関する法律が公布される。
- 6月12日 - 総務大臣鳩山邦夫が日本郵政社長の西川善文の続投決定に抗議しての辞職。同日厚生労働大臣政務官戸井田徹が総務大臣の更迭に抗議して辞職した。
- 6月13日 - 国連安保理は、北朝鮮に対して制裁を課す決議1874を全会一致で採択。

#### 7月
- 7月2日 - 前内閣で入閣していた林芳正と林幹雄の2名が再入閣し、与謝野国務大臣の内閣府特命担当大臣（経済財政政策）の職と佐藤国務大臣の国家公安委員会委員長と内閣府特命担当大臣（沖縄及び北方対策）の職をぞれぞれ引き継いだ。

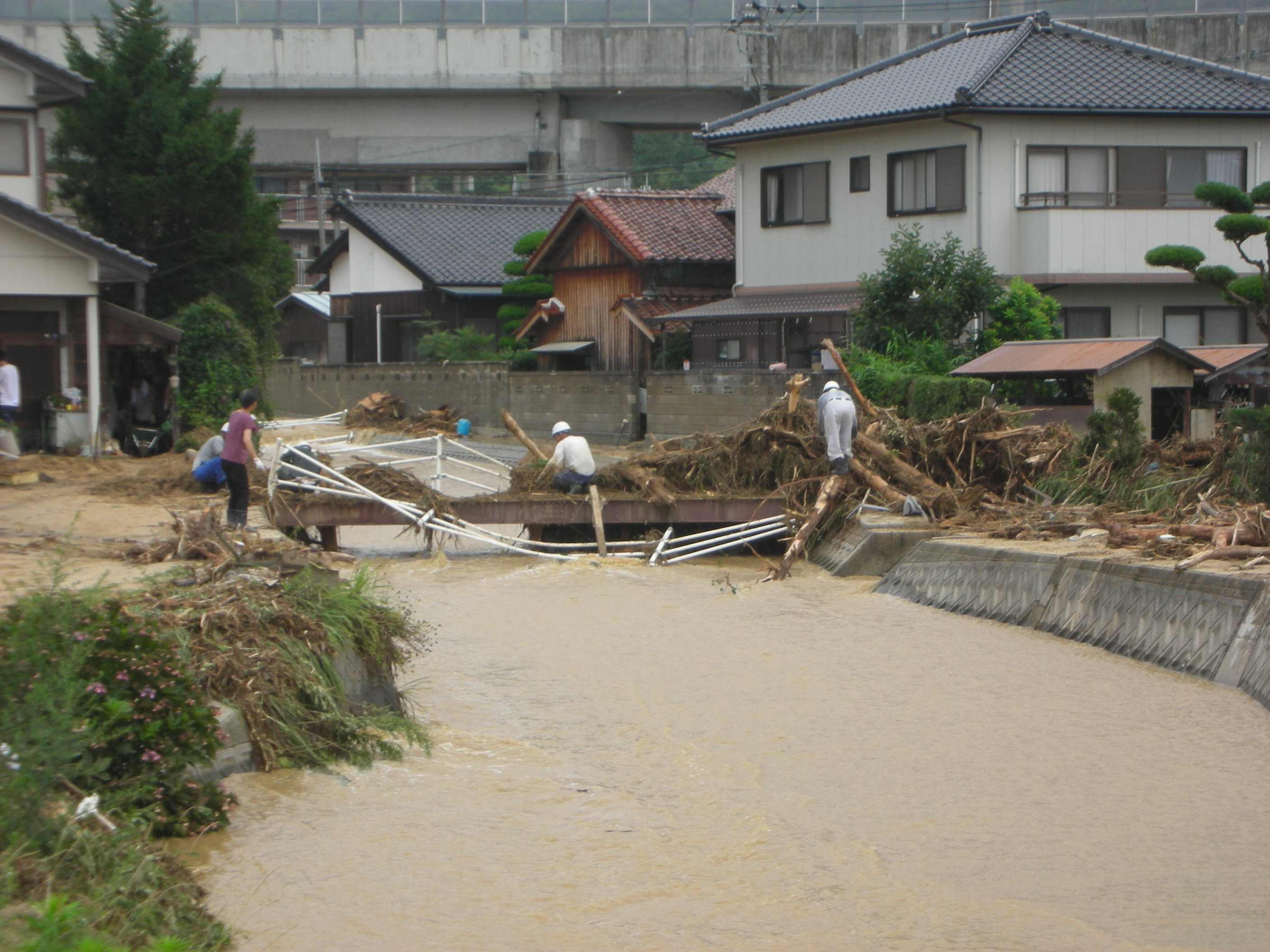
中国・九州北部豪雨により氾濫した剣川

- 7月13日 - 麻生首相が政府・与党連絡会議に出席し、東京都議会議員選挙での自由民主党敗北について「自民党内のごたごたが悪影響を与えた」[105] と分析した。
- 7月14日 - 自由民主党選挙対策委員長古賀誠が辞意表明。古賀だけの責任ではなく執行部全体の責任だとして自由民主党参議院議員会長尾辻秀久も辞意表明。自由民主党幹事長細田博之が慰留。
- 7月17日 - 「住民基本台帳法の一部を改正する法律」が成立。2012年に外国人登録法は廃止され、在日外国人は日本人と同様に住民基本台帳で管理されるようになる[106]。
- 7月24日 - 厚生労働省は新型インフルエンザの全数検査を全国で中止するよう通達を出し、発熱外来も多くの保健所で廃止し、全ての医療機関で受診、治療を受けられるようにした[107]。これにより、通常の季節性インフルエンザとほぼ同等の扱いとなるが[108]、都市部以外では依然として独自に自治体内の新型感染者数の全数調査を行うなど、依然特別扱いしている地方も多く、全国で対応が統一されるには至らなかった。

#### 8月

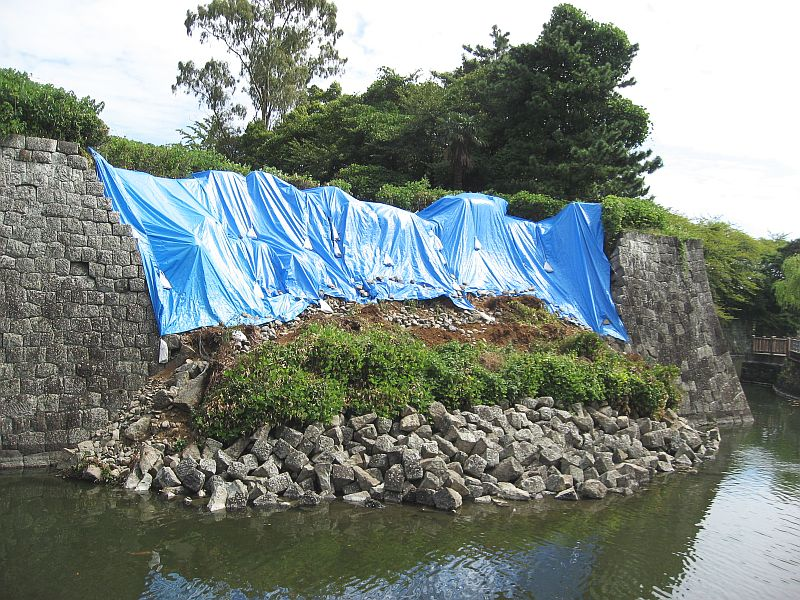
駿河湾地震により崩壊した駿府城址の外堀

- 8月9日 - 台風第9号により多数の被害が発生。
- 8月11日 - 最大震度6弱の駿河湾地震が発生。東名高速道路の崩壊、中部電力浜岡原子力発電所での放射性物質ヨウ素131の外部漏出[109][110]、広範囲の断水など、大きな被害が発生。現地での救援・復旧作業が続くなか、内閣府特命担当大臣林幹雄は「被害状況を把握し、地元自治体と連携して政府一丸となって対策にあたりたい」[111] とのコメントを発表したものの、現地入りせず午後には台風第9号に被災した兵庫県と岡山県を訪問[111]。内閣官房長官河村建夫は、被災地には政府視察団を派遣しないと表明[112]。麻生も内閣総理大臣官邸危機管理センターでの陣頭指揮は執らず、午後には鈴木貫太郎記念館の見学などのため千葉県を訪問[113]。
- 8月15日 - 麻生首相が全国戦没者追悼式に出席。内閣府特命担当大臣野田聖子が靖国神社参拝。
- 8月18日 - 衆議院議員総選挙出陣式にて財務大臣与謝野馨が立ち眩みを起こし、心配した支持者らから与謝野の容態について問い合わせが殺到[114][115]。
- 8月27日 - 総務大臣佐藤勉の「現在の社外取締役ではなく、新たに外部から登用」[116] すべしとの指示を無視し、日本郵政が取締役西岡喬の会長昇任を発表[117]。日本郵政は佐藤にも報告済だと説明し[116][117]、内閣官房長官河村建夫は西岡の会長昇任を追認すると表明[118]。
- 8月30日 - 第45回衆議院議員総選挙施行。大臣政務官ら麻生内閣の主要メンバーが多数落選。民主党（代表：鳩山由紀夫）への政権交代確定と自由民主党の敗北により退陣を表明[119]。麻生首相は敗因について「自由民主党に対する積年の不満やら不信やらが積み重なった」[120] と分析。
- 8月31日 - 麻生首相が自由民主党総裁の辞任を正式表明[121]。

#### 9月
- 9月1日 - 消費者庁が設置される。

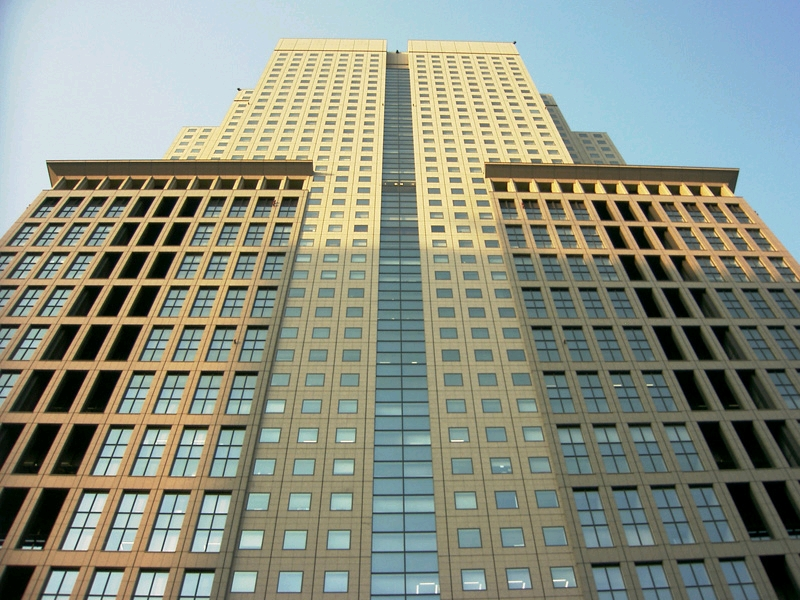
消費者庁が設置された山王パークタワー

- 9月3日 - 麻生首相が、日本経済団体連合会など支援諸団体を回り、衆議院議員総選挙敗北を謝罪[122]。
- 9月16日 - 麻生首相が、臨時閣議に於いて内閣総辞職を決定。鳩山由紀夫内閣成立。

## 批判

### 2008年（平成20年）
- 9月25日 - 国家公安委員会委員長佐藤勉が「私も今、選挙運動ということで農家などを訪れると、この件（事故米不正転売）については本当に真剣に考えてくれという話がある」[123] と発言し、公職選挙法に違反する事前運動と指摘され、同日警察庁を通じ発言を訂正。
- 9月25日 - 国土交通大臣中山成彬が三里塚闘争の空港反対派を「ゴネ得」[124] と指摘したり「日本は随分内向きな、単一民族」[124] と発言するなどし、同日撤回。
- 9月25日 - 内閣官房長官河村建夫が代表を務める自由民主党山口県第三選挙区支部にて、談合容疑で検挙された企業から摘発後も献金を受領していたことが発覚し、河村が謝罪[125]。
- 9月26日 - 財務大臣中川昭一の資金管理団体にて、建設業法違反で指名停止処分を受けた企業の経営者から献金を受領していたことが発覚し[126]、同日の会見で返還を表明[127]。
- 9月27日 - 国土交通大臣中山成彬が「日本の教育のがんは日教組（日本教職員組合）だ」[128]「日教組は解体しなきゃいかんと思っている」[129] と発言。同日、中山が代表を務める自由民主党宮崎県第一選挙区支部にて、談合で公正取引委員会から排除勧告を受けた企業から献金を受領していたことが発覚[130]。
- 9月28日 - 国土交通大臣中山成彬が三里塚闘争に関する発言の責任を取って辞任、内閣官房長官河村建夫が臨時代理に就任し[131][132]、翌日、衆議院議員金子一義を後任に任命[133][134]。
- 9月29日 - 財務副大臣竹下亘が代表を務める自由民主党島根県第二選挙区支部にて、中国地方整備局より指名停止処分中の企業から献金を受領していたことが発覚し、同支部が返金を表明[135][136]。
- 9月30日 - 麻生首相が代表を務める自由民主党福岡県第八選挙区支部にて、私的独占の禁止及び公正取引の確保に関する法律（独占禁止法）違反で排除勧告を受けた企業や国立病院汚職事件で逮捕者を出した企業から献金を受領していたことが発覚[137]。
- 10月1日 - 内閣官房長官河村建夫が、元公設秘書の自宅マンションを政治団体3団体の事務所として届け、家賃を無償としていたが事務所費として2200万円を計上したことが発覚[138]。
- 10月2日 - 外務大臣中曾根弘文が代表を務める自由民主党群馬県参議院選挙区第一支部にて、独占禁止法違反で排除勧告を受けた企業から献金を受領していたことが発覚[139] し、翌日の記者会見で返還を表明[140]。
- 10月2日 - 国土交通大臣金子一義が代表を務める自由民主党岐阜県第四選挙区支部にて、独占禁止法違反で排除勧告を受けた企業から献金を受領していたことが発覚[141] し、翌日の記者会見で返還を表明[140]。
- 10月2日 -内閣府特命担当大臣野田聖子が代表を務める自由民主党岐阜県第一選挙区支部にて、独占禁止法違反で排除勧告を受けた企業から献金を受領していたことが発覚[141] し、翌日の記者会見で返還を表明[140]。
- 10月3日 - 内閣官房長官河村建夫の政治団体が、事務所を無償貸与されながら政治資金収支報告書に記載していなかったと発表[142]。
- 10月3日 - 総務大臣鳩山邦夫が講演で「アメリカは地下水を掘って農業をやる。井戸を深く掘れば最後にヒ素が出てくる。和歌山でヒ素カレー事件があったが、和歌山に行かなくたってヒ素入りの穀物ができる」[143] と発言し[144]、10月9日に和歌山市長大橋建一に謝罪[145]。
- 10月4日 - 経済産業大臣二階俊博が代表を務める自由民主党和歌山県第三選挙区支部にて、営業停止処分や指名停止処分を受けた企業から献金を受領していたことが発覚[146]。
- 10月8日 - 携帯電話の持込を禁止した参議院規則に違反し、財務大臣中川昭一が参議院本会議中に携帯電話でテレビ鑑賞していたことが発覚し、参議院議長江田五月に謝罪[147][148]。また、携帯電話の持ち主であり本会議中に中川に貸した内閣府特命担当大臣与謝野馨も江田に謝罪[147][148]。

### 2009年（平成21年）
- 1月26日 - 文部科学大臣塩谷立、国土交通大臣金子一義、防衛大臣浜田靖一、内閣官房長官河村建夫、内閣府特命担当大臣甘利明ら5人の資金管理団体が職員を雇用しながら労働保険に未加入だったことが発覚し[149]、内閣総理大臣官邸にて河村が謝罪会見[150]。
- 1月31日 - 2009年度予算案提出直後にもかかわらず内閣総理大臣補佐官山口俊一が2009年度補正予算編成を示唆したため、3日後に衆議院予算委員会理事会にて謝罪、衆議院予算委員長衛藤征士郎から注意処分[151]。
- 2月14日（CET） - 先進7ヶ国財務大臣・中央銀行総裁会議後の記者会見にて、財務大臣中川昭一が呂律が回らず不明瞭な受け答えを繰り返した[152]。帰国後、「風邪薬を（ローマに向かう）飛行機の中で飲んだ。それが多めになってしまったことが原因。酒も飛行機で飲み、その相乗効果で誤解を招いたのは事実で申し訳ない」[153] と陳謝したうえで進退を内閣総理大臣に委ねると表明[154]。
- 2月20日 - 内閣総理大臣秘書官村松一郎が、麻生太郎の秘書を務めていた際に医学部進学希望者に対し文部省審議官経験者を紹介していたことが発覚[155]。同日、文部科学大臣塩谷立は「そういった口利きはあってはならないことで、もしあれば大変遺憾」[156] として調査の開始を表明。麻生首相は「報道されている内容はその通り」[157] と認め、村松に対し厳重注意。
- 3月5日 - 西松建設違法献金事件について、政府高官が「自民党に及ぶことは絶対にない。金額が違う」[158]と発言。3日後、内閣官房長官河村建夫がテレビ出演し、オフレコ発言した政府高官が内閣官房副長官漆間巌だったと公表[リンク切れ][159]。「極めて不適切で、誤解を招く発言だった」[160] として、漆間を厳重注意処分。
- 5月13日 - 週刊誌により内閣官房副長官鴻池祥肇の女性問題が報じられ、公務用の国会議員専用無料パスを使用し女性と旅行したことが発覚し、議員歳費法に抵触すると指摘。鴻池は辞任し浅野勝人が後任に就任。同日、内閣官房長官河村建夫は「首相は任命した人に不祥事があれば自分に責任があるとかねて言っている。任命責任は避けられない」[161] と述べて謝罪したが、麻生首相は「（辞任は）健康上の理由だ。健康まで任命責任なのか分かりかねる」[162] と反論。しかし翌日、麻生首相は「これまで辞めた方々の任命責任はすべてあると言ってきた。今回も例外ではない」[163] と述べ、任命責任を認め謝罪。
- 7月2日 - 国家公安委員会委員長兼内閣府特命担当大臣林幹雄が支部長を務める自由民主党千葉県第十選挙区支部が、土建業者からの寄附金を政治資金収支報告書に記載していないことが発覚[164]。土建業者側は、林の公設秘書に東京国際空港関連工事の口利きを依頼し寄附だけでなくホテル代や飲食代も肩代わりしていたと主張しており「金だけとって仕事をくれないなんて詐欺だ」[165] と批判。公設秘書も、金銭の受け取りは否定したが、接待を受けたことや寄附金を政治資金収支報告書に記載しなかったことを認めている[165]。林は警察庁にて記者会見を開き、「金銭の授受は一切ない」[166] と主張したが、口利きについては公設秘書が土木業者を元受業者に紹介したと説明し、公設秘書と土木業者が会食した可能性があると述べたうえで、政治資金収支報告書への寄附金未記載も認め謝罪。